# Комірка Бунзена

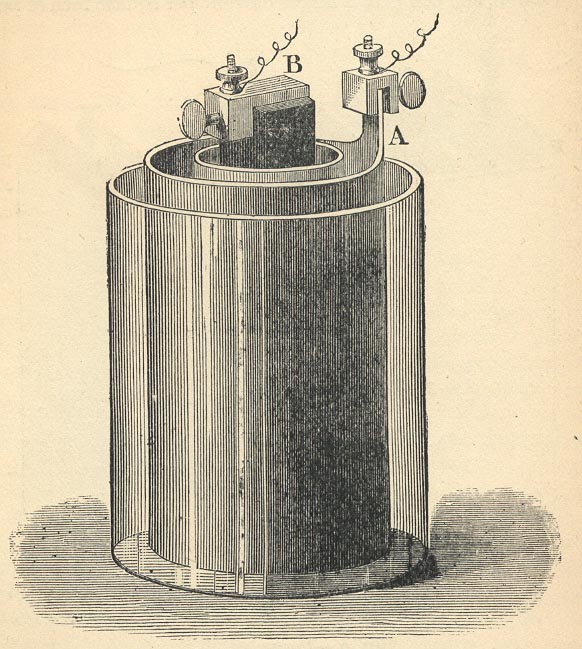
Комірка Бунзена

Комі́рка Бу́нзена — цинк-вуглецевий первинний гальванічний елемент, що складається з цинкового анода у сірчаній кислоті, відділеного пористою перегородкою від вуглецевого катода в азотній або хромовій кислоті.

## Хімічні процеси
Комірка Бунзена має напругу близько 1,9 вольт. У комірці відбувається наступна реакція:
Zn + H2SO4 + 2HNO3 → ZnSO4 + 2H2O + 2NO2↑

## Історія
Комірку названо на честь її винахідника, німецького хіміка Роберта Вільгельма Бунзена, який удосконалив комірку Грува заміною дорогого платинового катода вуглецевим (з вугілля або коксу). Як і комірка Грува, комірка Бунзена виділяє шкідливий двоокис азоту.
Бунзен використовував цю комірку для виділення металів. Анрі Муассан використав батарею з 90 комірок для отримання фтору вперше шляхом електролізу фторововодню.